# 4181 Kivi
För andra betydelser, se Kiwi (olika betydelser).
4181 Kivi eller 1938 DK1 är en asteroid i huvudbältet som upptäcktes den 24 februari 1938 av den finske astronomen Yrjö Väisälä vid Storheikkilä observatorium. Den är uppkallad efter Aleksis Kivi.
Asteroiden har en diameter på ungefär 8 kilometer.